# 昭和新山国際雪合戦
昭和新山国際雪合戦（しょうわしんざんこくさいゆきがっせん）は、毎年2月に北海道壮瞥町で開催されている雪合戦の国際大会。1989年（平成元年）の開始以降、現在まで31回の大会が開かれている。全国や海外から予選を勝ち抜いたチームが集うことから「雪合戦のウィンブルドン」とも称される。

## 概要
もともと壮瞥町の町おこしの一環として1989年（平成元年）に始まった昭和新山国際雪合戦は、毎年全国や海外から多くの人が訪れる日本最大級の雪合戦大会となっている。1993年（平成5年）には日本雪合戦連盟、1995年（平成7年）にはフィンランド連盟が設立、以後様々な国で雪合戦大会の開催や連盟が発足し、2013年（平成25年）には国際雪合戦連合が発足した。
本大会は1999年（平成11年）には地域活性化センターが主催する「ふるさとイベント大賞」のスポーツ・文化部門の部門賞を受賞。2001年（平成13年）10月22日に発表された第1回選定分で「北海道遺産」に指定。2007年（平成19年）にはサントリー地域文化賞受賞。2010年（平成22年）には第2回「地域・スポーツ振興賞」最優秀賞を受賞した。
国際雪合戦連合では3級から1級まで公認審判員を認定しており、本大会時には1級の審判員認定試験が行われる。

## 歴史

### 経緯

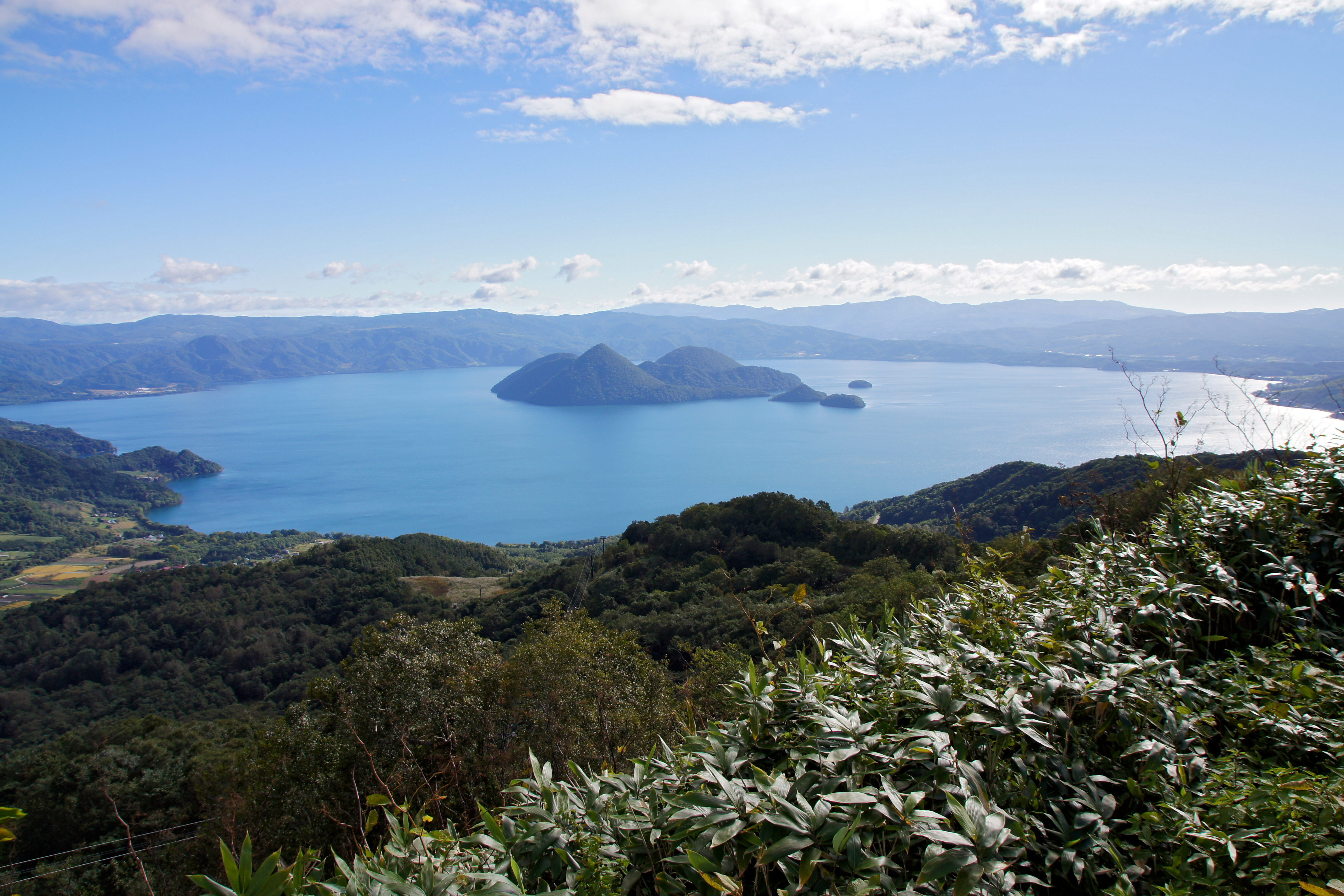
洞爺湖（2013年9月撮影）

観光地として多くの人々が訪れる洞爺湖周辺の地域は、当時年間の観光客のうち4月から9月までの夏場が75%、10月から11月までが25%のほとんどを占めており、冬場は閑散としていた。それでもさっぽろ雪まつりが開催される時期には、小樽や函館などの他の観光地と組み合わせた観光客数は一時的に札幌市内を上回ることがあった。この夏場や雪まつりシーズンへの偏りをなくし、通年で安定した観光需要を喚起したいと考えていた。
こうした現状を打破するため、1987年（昭和62年）8月に壮瞥町の若者のグループにより「アイディア検討会」が結成され、スキーマラソンや雪像作り、犬ぞり大会といった多くのアイディアが出された。しかし、そのどれもが各地で既に開催されており、時期まで集中していたため決定打とはならなかった。雪合戦もアイディアの一つとして出されてはいたが、雪国に住む者にとってはありふれたものであるため特に気に留められていなかった。
そんな中、当時増え始めていた東南アジアからの観光客のことが話題になった。新千歳空港で飛行機から降りた後、すぐにバスに乗車し、最初に雪のある場所に立つのがここ壮瞥町であることが多かった。生まれて初めて見る雪に感動し、夢中で雪を丸めて投げ合う光景を見て、アイディア検討会は「昔の雪遊びの楽しさを現代に再生しよう」と雪合戦をイベント化することを決定した。さらに、イベントとして長く育てていくためにルールを定め競技化することを決めた。

### ルール制定・競技化
1988年（昭和63年）4月にはルール制定委員会を設置し、あらゆるスポーツを参考にルールを組み立てていった。同年6月には原案ができ、同年12月には世界初となる「雪合戦の公式ルール」（後述）が完成した。

### 開催
その後、現在の昭和新山国際雪合戦実行委員会の前身となる昭和新山国際雪フェスティバル実行委員会が結成され、開催の準備が進められていった。北海道の雪はサラサラで、雪玉が作りにくい。そのため雪玉製造器の開発に乗り出した。制作は余市町で農機具を製作する業者が手掛けた。また、スポーツ店や靴屋が、綱引き用のヘルメットをもとに、オートバイのシールドを組み合わせた専用のヘルメットを開発した。こうした地元の人たちのボランティア活動が実行委員会を支え、1989年（平成元年）2月25日、第1回昭和新山国際雪合戦大会が開かれた。
2日間にわたって開催されたこの大会には70チームの公募に対して150チームの参加申し込みがあり、また来場者も7,000人ほど集まり大いに盛り上がりを見せた。ただ、使用されたルールは1セット5分の3セット勝負で、最終的に持ち玉が多いチームが勝利というものだったことから、消極的な試合展開になりがちという反省点も残った。このため、その後のルール改正で、選手7人（補欠選手は2人まで）、監督1人のチーム編成とし、競技時間は3分3セットマッチで、1チームが1セットで90個の雪玉を使い、時間内に雪玉を相手チーム全員に当てた時点、または相手チームのフラッグを抜いた時点で勝利とする現在のルールが確立した。
1990年（平成2年）の第2回大会では81チームが参加、10,000人の来場者が訪れた。1991年（平成3年）に開催された第3回大会ではこれまでのチームを「一般の部」とし、新たに「レディースの部」が設けられた。一般の部には156チーム、レディースの部には15チームが参加し、16,000人の来場者が訪れた。
参加者や来場者は年々増加していき、壮瞥町の実行委員会のほかに北海道から九州まで国内の20地域に雪合戦の連盟・協会もでき、各地で予選を行うまでになった。2019年（平成31年）の第31回大会にはのべ132チーム、27,000人の来場者が集まるほどの一大イベントとして成長を遂げた。
2020年（令和2年）に予定されていた第32回大会は新型コロナウイルスの影響により中止となった。

### 国際化
第1回大会から在日外国人やALTなど外国人チームが出場しており、これまでに香港、フィンランド、ノルウェーから単独チームが参加しているほか、カナダ、アメリカ、メキシコ、ブラジル、ニュージーランド、オーストラリアなど50以上の国が参加している。今や「YUKIGASSEN」として世界に広まっている雪合戦だが、こうした国際化はこの大会の当初からの目標であった。
壮瞥町の民間事業者がサンタ村建設の構想を立て、フィンランドの公認を得るためにサンタクロースフィンランド協会、フィンランド観光局と話し合った際、公認と一緒にフィンランドとの地域間交流について要望を受けたことをきっかけに、同町はこの提案を検討し、フィンランド政府協力のもとラップランド地方のケミヤルヴィ市を交流先に選んだ。
1993年（平成5年）、ケミヤルヴィ市側から代表者が来町し、同町との友好都市宣言の調印が行われた。友好都市締結後、交流はそれぞれのイベントに相互に参加し、理解を深めることから始まった。サンタ村の構想は2000年（平成12年）に民間事業者が断念したことで完成するには至らなかったが、その間の1992年（平成4年）から1999年（平成11年）まで、フィンランド公認のサンタクロースが毎年同町を訪れるなどサンタ交流は町民に友好都市関係の礎を築いた。
1994年（平成6年）に開催された第6回昭和新山国際雪合戦にはケミヤルヴィ市からも選手が参加。参加した選手はこれに魅力を感じ、翌年の1995年（平成7年）に同市で日本国外では初となる雪合戦大会を開催した。同町は雪合戦の普及を目的に実行委員会のスタッフ5名を同市へ派遣し、用具の提供や技術指導を行った。
その後、1997年（平成9年）にはノルウェー、2006年（平成18年）にはロシア、2007年（平成19年）にはオーストラリア、2008年（平成20年）にはオランダ、2009年（平成21年）にはスウェーデン、2011年（平成23年）にはカナダとアメリカ、2012年（平成24年）にはベルギーで大会が開催された。2013年（平成25年）には11か国で構成された国際雪合戦連合が発足。こうして壮瞥町発信の昭和新山国際雪合戦は、世界の 「YUKIGASSEN」として国際交流の輪を広げている。
国際化の動きについて、昭和新山国際雪合戦実行委員会事務局長の三松靖志は以下のように語っている。

人間には雪を丸めて投げ合って遊びたいという本能があると思います。だからこそ、国境を越えて多くの人たちが楽しめるのだと思います。競技スポーツとしての成熟を目指しながら、いつか、雪合戦を冬季オリンピックの競技種目にしたいです。

日本雪合戦連盟は、「雪合戦をもっとたくさんの人に知ってもらいたい」「雪合戦の楽しさ、熱気をもっと多くの人と分かちあいたい」「雪合戦を通じてたくさんの人たちと交流したい」という思いから、スポーツ雪合戦の冬季オリンピック正式種目採用を目指して活動を行っている。

## 内容

### 会場
毎年大会期間中には昭和新山の麓に特設会場が設けられる。会場作りの際、ほとんど雪が残っていない場合もあり、その際には地元の建設会社によって雪が運び込まれる。
試合会場の他にも観客向けのアミューズメントコーナーとして「スノーパーク」が設けられ、多数のブースが並ぶ。飲食ブースではご当地グルメや、名物となっているオリジナルグルメ「雪合戦鍋」などが振る舞われる。また、抽選会やクイズなどのステージイベントや、「スライディングシュート」といったアウトドア体験コーナーも人気を集める。1日目の予選大会が終わると行われる歓迎レセプションは他チームとの交流の場となっており、ビールでの乾杯や、大勢でジンギスカンを大きな鉄板で焼いて食べるのが恒例となっている。

### 部門
直近では「一般の部」「レディースの部」「ビギナーズ」の3部門に分かれて行われる。
| 部門           | 参加資格         | 備考                                               |
| -------------- | ---------------- | -------------------------------------------------- |
| 一般の部       | 中学生以上の男女 |                                                    |
| レディースの部 | 中学生以上の女性 | 監督は男性可、ただし試合への出場は不可             |
| ビギナーズの部 | 中学生以上の男女 | 雪合戦の勝敗にこだわらず雪合戦を楽しんでもらう部門 |

### 過去に存在した部門
過去には「ジュニア交流戦」「レジェンドの部」が実施された。
| 部門           | 参加資格            | 備考                                       |
| -------------- | ------------------- | ------------------------------------------ |
| ジュニア交流戦 | 小学4 - 6年生の男女 | 監督は中学生以上、ただし試合への出場は不可 |
| レジェンドの部 | 満45歳以上の男性    | 女性は中学生以上3名まで出場可能            |

### 日程
2019年（平成31年）の第31回大会をもとに、特に変更が無い場合の日程を以下に記述する。

#### 1日目
- 07:45 - 大会受付・競技説明・監督会議
- 08:15 - 開会式
- 09:30 - 予選リーグ・レジェンド戦
- 16:00 - 歓迎レセプション
- 17:30 - 終了

#### 2日目
- 08:30 - 準決勝リーグ・決勝トーナメント戦
- 09:00 - ジュニア交流戦
- 15:30 - 表彰式・閉会式

## 公式ルール
1988年（昭和63年）にルール制定委員会によって考案された公式ルールは、その後何度か改良・修正が加えられ現在のルールに至る。以下では昭和新山国際雪合戦で使用されている、国際雪合戦連盟が定める公式ルールおよび国際ルール、ならびにそれに準じた競技ルールについて記載する。

### チーム編成
各チーム、出場選手7名、監督1名、補欠選手2名（最低7名でも出場できる）で構成される。競技者は、ゼッケンの1 - 4番をつけたフォワード4名と、5 - 7番をつけたバックス3名で構成される。また、監督は競技者と兼ねることが可能。

### コート

雪合戦コート

サイドライン36 m、エンドライン10 mのコートを使用する。コート上には5つのシェルターと2つのシャトーが配置され、それぞれの陣地にチームフラッグが立てられる。フラッグの後方にはバックラインが引かれ、フォワードは自陣のバックラインより後ろに下がることはできない。また、センターラインを超えて敵陣に入れるのは3名までとなっており、反した場合はセット負けとなる。

### 雪球
直径6.5-7 cmの大きさの雪球を1セット90個用いる。アウトとなった競技者が持っている雪玉やコート外の雪球、コート外から入ってきた雪球は無効雪球となり、使用した場合はアウトとなる。競技中に壊れた雪球を作り直す行為や、新たに作った雪球は不正雪球でアウトとなる。雪球はバックラインより後ろに置かれ、フォワードへの受け渡しはバックスが直接手渡ししたり、コート上を転がしたりして行われる。

### 勝利条件
競技者1人を1ポイントとして計算する。雪球が当たった競技者はアウトとなり、コートから退場となる。相手チームの競技者を全員アウトにするか、相手チームのフラッグを奪取すると勝利となり、10ポイントを獲得できる。3分が経過した時点で試合が続行している場合は、コート内に残っている競技者の人数が多かった方が勝者となる。それでも決着しない場合は引き分けとなる。これを3セット行い、先に2セットを取ったチームが勝利。取ったセットが同じ場合は、ポイントの合計で勝敗を決める。それでも決着しない場合、雪球を交互に投げ、落とした標的の数を競うビクトリー・スロー（VT）により勝敗を決する。

### 室内競技
室内で行う場合は、コートは24 m×9 m、チーム構成は監督1名、フォワード3名、バックス2名、補欠4名、敵陣に入れる人数は2人となる。

## 大会記録

### 一般の部
| 回                                 | 開催日                                           | 参加チーム数 | 優勝                                    | 準優勝                                   | 3位                                                                       | 備考                                                        |
| ---------------------------------- | ------------------------------------------------ | ------------ | --------------------------------------- | ---------------------------------------- | ------------------------------------------------------------------------- | ----------------------------------------------------------- |
| 第1回                              | 1989年2月25日 - 26日                             | 70           | 北電電気温水器軍団（室蘭市）            | ポストマン（壮瞥町）                     | 新日鉄MBP（室蘭市）                                                       |                                                             |
| 第2回                              | 1990年2月24日 - 25日                             | 81           | 北電電気温水器軍団（室蘭市）            | オロフレ百姓一揆ーズ（壮瞥町）           | HOKKAI室蘭会（室蘭市）                                                    |                                                             |
| 第3回                              | 1991年2月23日 - 24日                             | 156          | 石ダッシュレーサー100（室蘭市）         | 一寸法師（北広島市）                     | ドンジュアンスポーツクラブ（砂川市）                                      |                                                             |
| 第4回                              | 1992年2月22日 - 23日                             | 129          | 北電電気温水器軍団（室蘭市）            | 一寸法師（北広島市）                     | しちてんばっきセピア（札幌市）                                            |                                                             |
| 第5回                              | 1993年2月27日 - 28日                             | 145          | 鋼バトルライナーズ（室蘭市）            | 助宗鱈とその子供達（壮瞥町）             | 北海道エニコム軍団（室蘭市）                                              |                                                             |
| 第6回                              | 1994年2月26日 - 27日                             | 168          | オロフレ百姓一揆ーズ（壮瞥町）          | スキーメビウス（端野町）                 | 北電電気温水器軍団（室蘭市）                                              |                                                             |
| 第7回                              | 1995年2月25日 - 26日                             | 155          | 勝日石レーサー100（室蘭市）             | 室蘭シャークス（室蘭市）                 | オロフレOB会（壮瞥町）、北電電気温水器軍団（室蘭市）                      |                                                             |
| 第8回                              | 1996年2月24日 - 25日                             | 156          | 北電電気温水器軍団（室蘭市）            | 日鋼バトルライナーズ（室蘭市）           | オロフレ百姓一揆ーズ（壮瞥町）、銭形平次（岩手県）                        |                                                             |
| 第9回                              | 1997年2月22日 - 23日                             | 153          | 日鋼スノーライナーズ（室蘭市）          | 北電電気温水器軍団（室蘭市）             | 痛快寮生通り（旭川市）                                                    |                                                             |
| 第10回                             | 1998年2月28日 - 3月1日                           | 154          | 日鋼バトルライナーズ（室蘭市）          | 北電電気温水器軍団（室蘭市）             | 日鋼スノーライナーズ（室蘭市）、荏原スノーブリザード（札幌市）            |                                                             |
| 第11回                             | 1999年2月20日 - 21日                             | 155          | 西部レイダース（岩手県）                | 日鋼バトルライナーズ（室蘭市）           | しちてんばっきセピア（札幌市）、新潟工事水虫しもやけ（登別市）            |                                                             |
| 第12回                             | 2000年2月26日 - 27日                             | 154          | オロフレ百姓一気ーズ（壮瞥町）          | 西部レイダース（岩手県）                 | うえはら生花店（北広島市）、広島チーム’96（広島県）                       |                                                             |
| 第13回                             | 2001年2月24日 - 25日                             | 154          | うえはら生花店（北広島市）              | 日鋼バトルライナーズ（室蘭市）           | 全北大SFC余暇研X（札幌市）、チーム和南原左衛門ズ（広島県）                |                                                             |
| 第14回                             | 2002年2月23日 - 24日                             | 154          | ゆだホワイトベアーズ（岩手県）          | うえはら生花店（北広島市）               | チーム和南原左衛門ズ（広島県）、鉄英秦ぢ~’S（札幌市）                     |                                                             |
| 第15回                             | 2003年2月22日 - 23日                             | 154          | ちーむよししげ（南幌町）                | 西部レイダーズ（岩手県）                 | 第N回優勝札幌チーム（札幌市）、広島チーム’96（広島県）                    |                                                             |
| 第16回                             | 2004年2月21日 - 22日                             | 154          | 第N回優勝札幌チーム（札幌市）           | チーム和南原左衛門ズ（広島県）           | ゆだホワイトベアーズ（岩手県）、西部レイダース（岩手県）                  |                                                             |
| 第17回                             | 2005年2月26日 - 27日                             | 154          | SKY WARD（道央支部）                    | SNOWBIRD（上川支部）                     | ちーむ よししげ（道央支部）、南部レイダース（岩手県連盟）                 |                                                             |
| 第18回                             | 2006年2月25日 - 26日                             | 128          | SKY WARD（道央支部）                    | 第N回優勝札幌チーム（道央支部）          | 金羽（道北支部）、SNOWBIRD（道北支部）                                    |                                                             |
| 第19回                             | 2007年2月24日 - 25日                             | 128          | 第N回優勝札幌チーム（道央支部）         | 赤い彗星（広島県連盟）                   | 北桧山町役場（渡島桧山支部）、西部レイダース（岩手県連盟）                |                                                             |
| 第20回                             | 2008年2月23日                                    | 128          | -                                       | -                                        | -                                                                         | 2日目の競技は強風により中止、それに伴い入賞チームなし       |
| 第21回                             | 2009年2月21日 - 22日                             | 128          | あたり屋本舗（道央ブロック支部）        | 第N回優勝札幌チーム（道央ブロック支部）  | AS・SC（胆振支部）、第M回優勝札幌チーム（道央ブロック支部）               |                                                             |
| 第22回                             | 2010年2月27日 - 28日                             | 128          | あたり屋本舗（道央ブロック支部）        | AS・SC（胆振支部）                       | SKYWARD（道央ブロック支部）、SATT（道央ブロック支部）                     |                                                             |
| 第23回                             | 2011年2月26日 - 27日                             | 128          | SKYWARD（道央ブロック支部）             | AS・SC（胆振支部）                       | あたり屋本舗（道央ブロック支部）、第N回優勝札幌チーム（道央ブロック支部） |                                                             |
| 第24回                             | 2012年2月25日 - 26日                             | 128          | AS・SC（胆振支部）                      | SKYWARD（道央ブロック支部）              | 第N回優勝札幌チーム（道央ブロック支部）、JackBond$（道央ブロック支部）    |                                                             |
| 第25回                             | 2013年2月23日 - 24日                             | 128          | 第N回優勝札幌チーム（道央ブロック支部） | SATT（道央ブロック支部）                 | AS・SC（胆振支部）、駒澤野球部OB（胆振支部）                              |                                                             |
| 第26回                             | 2014年2月22日 - 23日                             | 128          | でぃくさんズ神出（道央ブロック支部）    | 駒澤野球部OB（胆振支部）                 | 第N回優勝札幌チーム（道央ブロック支部）、SKYWARD（道央ブロック支部）      |                                                             |
| 第27回                             | 2015年2月28日 - 3月1日                           | 126          | でぃくさんズ神出（道央ブロック支部）    | 駒澤野球部OB（胆振支部）                 | 第N回優勝札幌チーム（道央ブロック支部）、AS・SC（胆振支部）               |                                                             |
| 第28回                             | 2016年2月20日 - 21日                             | 112          | 東部レイダース（岩手県連盟）            | 駒澤野球部OB（胆振支部）                 | 第N回優勝札幌チーム（道央ブロック支部）、AS・SC（胆振支部）               |                                                             |
| 第29回                             | 2017年2月25日 - 26日                             | 111          | でぃくさんズ神出（道央ブロック支部）    | AS・SC（胆振支部）                       | 室蘭工大月光（胆振支部）、北軽ピーチ（群馬県連盟）                        |                                                             |
| 第30回                             | 2018年2月24日 - 25日                             | 111          | でぃくさんズ神出（道央ブロック支部）    | AS・SC（胆振支部）                       | げきだんはちにん（道北支部）、室蘭工大月光（胆振支部）                    |                                                             |
| 第31回                             | 2019年2月23日 - 24日                             | 104          | AS・SC（胆振支部）                      | 第Ｎ回優勝札幌チーム（道央ブロック支部） | 稲穂Blizzard（道央ブロック支部）、OZ（東海連盟）                          |                                                             |
| 第32回                             | 2020年2月22日 - 23日の開催を予定していたが、中止 | -            | -                                       | -                                        | -                                                                         | 新型コロナウイルスの影響で2020年2月20日に史上初の中止を発表 |
| 第33回                             | 2021年2月20日 - 21日の開催を予定していたが、中止 | -            | -                                       | -                                        | -                                                                         | 2020年11月20日に翌年の開催中止を発表                        |
| 昭和新山国際雪合戦オープン大会2022 | 2022年2月20日の開催を予定していたが、中止        | -            | -                                       | -                                        | -                                                                         | 2022年1月25日に開催中止を発表                               |
| 第34回                             | 2023年2月23日 - 24日                             | 57           | -                                       | -                                        | -                                                                         |                                                             |

### レディースの部
| 回                                 | 開催日                                           | 参加チーム数 | 優勝                               | 準優勝                                   | 3位                                                                  | 備考                                                        |
| ---------------------------------- | ------------------------------------------------ | ------------ | ---------------------------------- | ---------------------------------------- | -------------------------------------------------------------------- | ----------------------------------------------------------- |
| 第3回                              | 1991年2月23日 - 24日                             | 15           | 島松平和協力隊（恵庭市）           | 鉄骨娘（壮瞥町）                         | 洞爺湖ホールインワン（虻田町）                                       | 今大会よりレディースの部新設                                |
| 第4回                              | 1992年2月22日 - 23日                             | 21           | かぐや姫（北広島市）               | 島松平和協力隊（恵庭市）                 | 追分レディース倶楽部（追分町）                                       |                                                             |
| 第5回                              | 1993年2月27日 - 28日                             | 24           | 島松平和協力隊（恵庭市）           | 追分レディース倶楽部（追分町）           | 日鋼スノーバンプ（室蘭市）                                           |                                                             |
| 第6回                              | 1994年2月26日 - 27日                             | 30           | 復活!!鉄骨娘（壮瞥町）             | 追分レディーズ（追分町）                 | KYODOレディーズ（札幌市）                                            |                                                             |
| 第7回                              | 1995年2月25日 - 26日                             | 33           | 復活!!鉄骨娘（壮瞥町）             | かぐや姫（北広島市）                     | 島松平和協力隊（恵庭市）、島松平和協力隊Jr（恵庭市）                 |                                                             |
| 第8回                              | 1996年2月24日 - 25日                             | 33           | かぐや姫（北広島市）               | 復活!!鉄骨娘（壮瞥町）                   | 日鋼スノーバンプ（室蘭市）、応援卒業レディズ（室蘭市）               |                                                             |
| 第9回                              | 1997年2月22日 - 23日                             | 33           | かぐや姫（北広島市）               | おりがみの会（壮瞥町）                   | レディ ドンジュアン（砂川市）                                        |                                                             |
| 第10回                             | 1998年2月28日 - 3月1日                           | 36           | 1年クレージーホース（壮瞥町）      | スノーバンプ（室蘭市）                   | かぐや姫（北広島市）、おりがみの会（壮瞥町）                         |                                                             |
| 第11回                             | 1999年2月20日 - 21日                             | 30           | 日鋼スノーバンプ（室蘭市）         | かぐや姫（北広島市）                     | 2年クレイジーホース（壮瞥町）、あぶた倶楽部（虻田町）                |                                                             |
| 第12回                             | 2000年2月26日 - 27日                             | 36           | シェイカーズ（湧別町）             | あぶた倶楽部（虻田町）                   | かぐや姫（北広島市）、ダルクレディース（石狩市）                     |                                                             |
| 第13回                             | 2001年2月24日 - 25日                             | 36           | シェイカーズ（湧別町）             | プチマウンテンズ（島根県）               | ゴールドチェリーズ（札幌市）、応援卒業宣言レディズ（室蘭市）         |                                                             |
| 第14回                             | 2002年2月23日 - 24日                             | 36           | Angels（広島県）                   | シェイカーズ（湧別町）                   | スノークイーンズ（札幌市）、応援卒業宣言レディズ（室蘭市）           |                                                             |
| 第15回                             | 2003年2月22日 - 23日                             | 36           | シェイカーズ（湧別町）             | Angels（広島県）                         | スノークイーンズ（札幌市）、応援卒業宣言レディズ（室蘭市）           |                                                             |
| 第16回                             | 2004年2月21日 - 22日                             | 36           | 応援卒業宣言レディズ（室蘭市）     | 標茶ソフト球倶楽部（標茶町）             | 和南原大奥物語（広島県）、ハイビー’S（壮瞥町）                       |                                                             |
| 第17回                             | 2005年2月26日 - 27日                             | 36           | シェイカーズ（オホーツク支部）     | 0（札幌市）                              | 余暇研Q（札幌市）、GOGO ́S冬女（札幌市）                              |                                                             |
| 第18回                             | 2006年2月25日 - 26日                             | 24           | シェイカーズ（オホーツク支部）     | 日本都市レディース（オホーツク支部）     | むろよーず （室蘭市）、MISKY（虻田町）                               |                                                             |
| 第19回                             | 2007年2月24日 - 25日                             | 27           | シェイカーズ（オホーツク支部）     | 日本都市レディース（オホーツク支部）     | 美異茄子（広島県連盟）、安田組（札幌市）                             |                                                             |
| 第20回                             | 2008年2月23日                                    | 27           | -                                  | -                                        | -                                                                    | 2日目の競技は強風により中止、それに伴い入賞チームなし       |
| 第21回                             | 2009年2月21日 - 22日                             | 24           | NEXCO東日本-娘（道央ブロック支部） | シェイカーズ（オホーツク支部）           | MISKY（胆振支部）、北広島Beans（道央ブロック支部）                   |                                                             |
| 第22回                             | 2010年2月27日 - 28日                             | 24           | シェイカーズ（オホーツク支部）     | L（道北支部）                            | 北広島ビーンズ（道央ブロック支部）、室蘭工大飛鳥（胆振支部）         |                                                             |
| 第23回                             | 2011年2月26日 - 27日                             | 24           | L（道北支部）                      | 室蘭工大飛鳥（胆振支部）                 | NEXCO東日本YD（道央ブロック支部）、安田組（道央ブロック支部）        |                                                             |
| 第24回                             | 2012年2月25日 - 26日                             | 23           | 室蘭工大飛鳥（胆振支部）           | L（道北支部）                            | 木もれ陽Girls（島根県連盟）、デンジャラースガール（島根県連盟）      |                                                             |
| 第25回                             | 2013年2月23日 - 24日                             | 20           | 湧別シェイカーズ（オホーツク支部） | デンジャラースガール（島根県連盟）       | MISKY。（胆振支部）、島根 二代目 桜ノ実（島根県連盟）                |                                                             |
| 第26回                             | 2014年2月22日 - 23日                             | 19           | MISKY。（胆振支部）                | ホーネッツレディース（道央ブロック支部） | 迷酔亭〜紅〜（道央ブロック支部）、湧別シェイカーズ（オホーツク支部） |                                                             |
| 第27回                             | 2015年2月28日 - 3月1日                           | 21           | MISKY。（胆振支部）                | 室蘭工大南斗（胆振支部）                 | L（道北支部）、あったかいんだからぁ（岩手県連盟）                    |                                                             |
| 第28回                             | 2016年2月20日 - 21日                             | 17           | MISKY。（胆振支部）                | 室蘭工大南斗（胆振支部）                 | 湧別シェイカーズ（オホーツク支部）、日高花子（日高地区）             |                                                             |
| 第29回                             | 2017年2月25日 - 26日                             | 18           | L（道北支部）                      | MISKY。（胆振支部）                      | 迷酔亭〜紅〜（道央ブロック支部）、NoName〜神在〜（島根県連盟）       |                                                             |
| 第30回                             | 2018年2月24日 - 25日                             | 17           | 室蘭工大飛鳥（胆振支部）           | めしべ（岩手県連盟）                     | MISKY。（胆振支部）、L（道北支部）                                   |                                                             |
| 第31回                             | 2019年2月23日 - 24日                             | 15           | めしべ（岩手県連盟）               | L（道北支部）                            | ウル虎セブン（岩手県連盟）、デンジャラスガール（島根県連盟）         |                                                             |
| 第32回                             | 2020年2月22日 - 23日の開催を予定していたが、中止 | -            | -                                  | -                                        | -                                                                    | 新型コロナウイルスの影響で2020年2月20日に史上初の中止を発表 |
| 第33回                             | 2021年2月20日 - 21日の開催を予定していたが、中止 | -            | -                                  | -                                        | -                                                                    | 2020年11月20日に翌年の開催中止を発表                        |
| 昭和新山国際雪合戦オープン大会2022 | 2022年2月20日の開催を予定していたが、中止        | -            | -                                  | -                                        | -                                                                    | 2022年1月25日に開催中止を発表                               |
| 第34回                             | 2023年2月23日 - 24日                             | 8            | -                                  | -                                        | -                                                                    |                                                             |

### ビギナーズの部
| 回     | 開催日               | 参加チーム数 | 優勝 | 準優勝 | 備考 |  |
| ------ | -------------------- | ------------ | ---- | ------ | ---- |  |
| 第34回 | 2023年2月23日 - 24日 | 9            | -    | -      | -    |  |

### ジュニア交流戦
| 回     | 開催日               | 参加チーム数 | 優勝                             | 準優勝                       | 備考                           |
| ------ | -------------------- | ------------ | -------------------------------- | ---------------------------- | ------------------------------ |
| 第28回 | 2016年2月20日 - 21日 | 7            | 虻田小学校A（胆振支部）          | 壮小ファイア！（胆振支部）   |                                |
| 第29回 | 2017年2月25日 - 26日 | 9            | あそび塾雪合戦クラブ（胆振支部） | スノーモンキーズ（胆振支部） |                                |
| 第30回 | 2018年2月24日 - 25日 | 8            | 虻小Aシューターズ（胆振支部）    | 湯田レイダース（岩手県連盟） |                                |
| 第31回 | 2019年2月23日 - 24日 | 9            | 湯田レイダース（岩手県連盟）     | スノーモンキーズ（胆振支部） |                                |
| 第32回 | 中止                 | -            | -                                | -                            | 新型コロナウイルスの影響で中止 |

### レジェンドの部
| 回     | 開催日               | 参加チーム数 | 優勝        | 準優勝             | 備考                           |
| ------ | -------------------- | ------------ | ----------- | ------------------ | ------------------------------ |
| 第30回 | 2018年2月24日 - 25日 | 6            | JYL         | 炎のムチ打ち同好会 |                                |
| 第31回 | 2019年2月23日 - 24日 | 4            | 北海道89ers | teamJYF            |                                |
| 第32回 | 中止                 | -            | -           | -                  | 新型コロナウイルスの影響で中止 |

### 註釈
1. ↑  魚のすり身が入っており、これを雪玉に見立てている[21]。